# 25N-NBOMe
25N-NBOMe (2C-N-NBOMe, NBOMe-2C-N) является производным галлюциногена 2C-N. Фармакологические свойства 25N-NBOMe не были описаны в научной литературе, но, как полагают, действуют аналогично родственным соединениям, таким как 25I-NBOMe и 25C-NBOMe, которые являются мощными агонистами рецептора 5HT2A. 25N-NBOMe продаётся как уличный наркотик и был описан в литературе только с точки зрения идентификации путём судебного анализа.

## Правовой статус

### Швеция
Риксдаг добавил 25N-NBOMe к Закону о наркологических препаратах в соответствии со шведским списком I («вещества, растительные материалы и грибы, которые обычно не имеют медицинского применения») по состоянию на 16 января 2015 года, опубликованное Агентством медицинских продуктов (MPA) в регулировании LVFS 2014: 11, обозначенные как 25N-NBOMe, и 2-(2,5-диметокси-4-нитрофенил)-N-(2-метоксибензил)этанамин.

### Великобритания
25N-NBOMe является препаратом класса А в Соединённом Королевстве в результате применения квоты N-бензилфенетиламина в Законе о злоупотреблении наркотиками 1971 года.